# João Pinheiro, Minas Gerais
João Pinheiro este un municipiu în statul Minas Gerais, Brazilia.